# Чащина, Ирина Викторовна
Ири́на Ви́кторовна Ча́щина (род. 24 апреля 1982, Омск) — российская спортсменка, выступавшая в художественной гимнастике в индивидуальных упражнениях. Чемпионка мира и Европы, серебряный призёр Олимпийских игр 2004 года. Заслуженный мастер спорта России. Вице-президент Всероссийской федерации художественной гимнастики.

## Спортивная биография

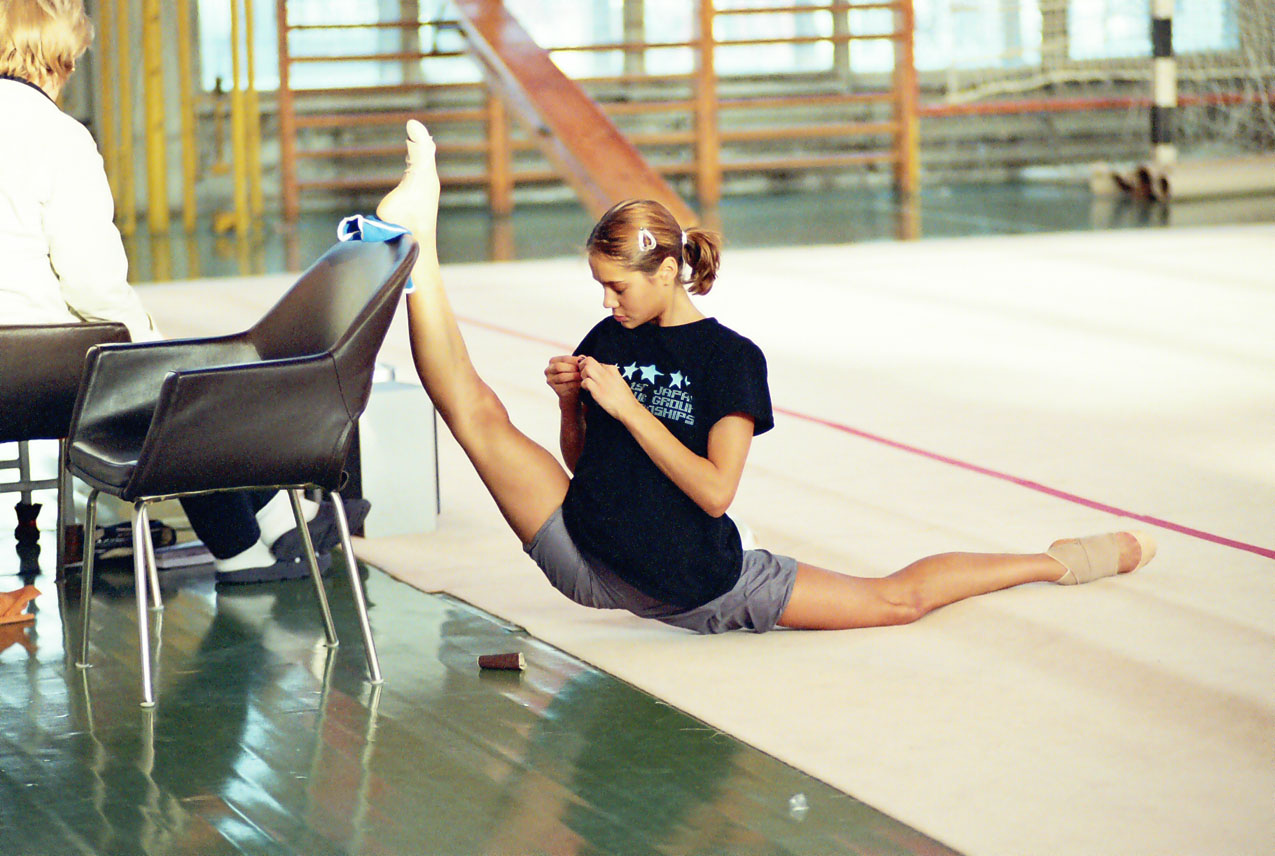
Ирина Чащина

Заниматься спортом начала с шести лет. Первоначально занималась гимнастикой и музыкой, в дальнейшем Ирина остановилась на художественной гимнастике. Первый тренер — Елена Николаевна Арайс. После четырёх лет занятий Ирина стала тренироваться под руководством заслуженного тренера России Веры Ефремовны Штельбаумс. С двенадцати лет она вошла в сборную России и стала ездить на сборы в Москву. Ещё будучи юниоркой, Ирина заняла первое место на Спартакиаде СНГ и два раза подряд выигрывала первенство России среди девушек.
С августа 1999 года Ирина Чащина тренируется в Центре олимпийской подготовки у Ирины Винер. С того же времени начались её выступления в составе сборной России.
После окончания выступлений Юлии Барсуковой в 2000 году Ирина Чащина прочно обосновалась на втором месте в общемировом рейтинге (после Алины Кабаевой).

### Выступления на Олимпиаде
В 2004 году на XXVIII летней Олимпиаде в Афинах завоевала серебряную медаль в многоборье.

### Допинговый скандал
В 2001 году на применении фуросемида были пойманы лидеры мировой художественной гимнастики россиянки Алина Кабаева и Ирина Чащина, в результате чего обе дисквалифицированы на два года. Спортсменки были лишены всех наград Игр доброй воли и чемпионата мира 2001 года. С августа 2001 года по август 2002 года гимнастки не имели права принимать участие в каких-либо соревнованиях. Второй год дисквалификации давался условно, то есть спортсменкам разрешалось выступать на официальных турнирах, однако за ними был установлен строжайший контроль.

## На государственной службе
В 26 лет Ирина стала заместителем префекта Северного округа Москвы по спорту и туризму. 28 февраля 2011 года Чащина была освобождена от занимаемой должности и уволена с государственной гражданской службы города Москвы «по собственной инициативе».

## Спортивные результаты
- Серебряная медаль в многоборье (XXVIII летней Олимпиаде в Афинах, Греция)
- Золотые медали в многоборье и упражнениях со скакалкой (Гран-При Девентер-2002, Нидерланды)
- Золотые медали в многоборье и упражнениях с обручем и булавами (Гран-При Берлин-2002)
- Золотая медаль в упражнениях со скакалкой и серебряные медали в упражнениях с обручем, мячом и булавами на чемпионате Европы, Женева 2001.
- Первое место на престижном международном турнире в Корбеле, Франция, 2001.
- Первое место на турнире в Сан-Франциско, Invitational 2001.
- Золотая медаль на чемпионате Европы в Сарагосе, Испания, 1999.
- Золотая медаль в числе сборной России на чемпионате мира в Осаке, Япония, 1999.
- Абсолютное первенство в борьбе за Кубок России, 1999.

## Личная жизнь
В конце 2011 года вышла замуж за бизнесмена Евгения Архипова (род. 1965), друга Дмитрия Медведева, занимавшего на тот момент пост президента России. Медведев с супругой были гостями на свадьбе. Кроме занятий бизнесом Архипов, который в молодости занимался в одной секции гребли на байдарках с Медведевым, с декабря 2008 года возглавляет Всероссийскую федерацию гребли на байдарках и каноэ.

## Творческая жизнь
- В 2005 году Чащина выпустила книгу «Стать собой».
- В 2006 году приняла участие в шоу «Танцы на льду». В паре с Русланом Гончаровым заняла третье место.
- В конце 2006 года снималась для российской версии журнала «Maxim» (номер за январь 2007)[6][7][8].
- В 2007 году Ирина представила публике фитнес-программу «Гибкая сила».
- В 2008 году приняла участие в проекте «Цирк со звёздами». Победу в этом шоу Ирина Чащина разделила с актёром Валерием Николаевым.
- В 2009 году Чащина сыграла главную женскую роль в полнометражном фильме под названием «Путь». Жанр киноленты — боевик.
- 11 мая 2013 года открыла собственную школу по художественной гимнастике в Барнауле.